# Cosmin Frăsinescu
Cosmin Valentin Frăsinescu (n. 10 februarie 1985, Bacău, România) este un fotbalist român retras din activitate, care a jucat pe post de fundaș central la echipe ca Gloria Bistrița, Politehnica Iași și FC Baia Mare.